# نيللي فرتادو
نيللي كيم فرتادو (ولادة 2 ديسمبر 1978م)، المعروفة باسمها الفني نيللي فرتادو هي فنانة، مغنية، شاعرة، عازفة، وملحنة كندية، حائزة على جائزتي غرامي وجونو. اشتهرت في العالم الغربي في الآونة الأخيرة حيث اقتحمت عالم الشهرة وظهرت لجمهورها في العام 2000 عندما أطلقت أول ألبوماتها وا، نيللي! الذي جعلها تحصل على جائزة غرامي للمرة الأولى عن أغنيتها المنفردة الأولى أ'م لايك أ بيرد. بعد ولادة ابنتها نيفيس التي أنجبتها من صديقها السابق جاسبر جاهوينا وطرح ألبومها الثاني بعنوان فولكلور عام 2003 قلت شهرتها ونجوميتها عن ألبومها الأول نظراً لانشغالها برعاية صغيرتها، وطرحت منه أغاني منفردة لم تكن بنجاح الأغاني التي صدرت من الألبوم الأول مثل بورلس (ساي وات يو ونت) وتراي، ولكنها عوضت ما حدث عندما طرحت آخر ألبوماتها، «لووس»، في منتصف سنة 2006 محدثة انقلاب عن لون الروك والتريب هوب الذي بدأت به في بدايتها منتقلة إلى ألوان أخرى حديثة مثل البوب، هيب هوب، آر إن بي، والريجيه تون، ويعود السبب في هذا الانقلاب إلى الملحن الأمريكي تمبالاند، فاحتوى الألبوم على أغان عدة حصدت المراكز الأولى حول العالم، أبرزها سي إت رايت التي احتلت المركز الأول كأعلى مبيعات أغنية منفردة حول العالم بأكثر من 7.5 ملايين نسخة، حسب موقع ميديا ترافيك، وحصلت على المركز الأول في الولايات المتحدة كثاني أغنية تحتل هذا المركز لنيللي فرتادو بعد أغنية برومسكيوس التي تعد أول أغنية تحصل على المركز الأول لفترة 6 أسابيع متتالية في الولايات المتحدة، هذا إضافة إلى الأغنية مانإيتر التي تعد أول أغنية لفرتادو تحصل على المركز الأول لفترة 3 أسابيع متتالية في المملكة المتحدة، بالإضافة إلى الأغنية الرومانسية أول غود ثينغز (كوم تو أن إند). في سنة 2007، كللت فرتادو نجاحها بتعاوناتها مع جستن تيمبرلايك وتمبالاند بأغنية قيف إت تو مي التي طرحت من ألبوم تمبالاند الثاني، إضافة إلى تعاون آخر عنوانه كراود كونترول. يُعرف عن فرتادو استخدامها للعديد من الآلات، الأصوات، الأنواع، اللغات، والأساليب صوتية. تأثّر هذا التنويع بلونها الموسيقي واسع النطاق واهتمامها في الثقافات المختلفة. غنت نيللي فرتادو في نهائي بطولة أمم أوروبا 2004 النشيد الرسمي للبطولة "Forca" في لشبونة.

## نبذة حولها

### السنوات الأولى
تعود أصول فرتادو إلى البرتغال حيث هاجر أجدادها إلى كندا واستقروا هناك في أواخر السبعينات. ولدت بين ثلاثة أطفال، وابويها هم ماريا مانويلا وأنطونيو خوسيه فرتادو. سُميت نيللي فرتادو بـ «نيللي كيم فرتادو» نسبة إلى اسم الرياضية السويفيتية الحائزة على الميدالية الأولمبية: نيللي كيم. تعلمت نيللي اللغة البرتغالية في طفولتها، وهذا ما أثر على مهارتها الفنية بقوة حيث دمجت العديد من اللغات إلى موسيقاها. بعد أن تخرجت فرتادو من مدرستها «ثانوية جبل دوغلاس» (بالإنجليزية: Mount Douglas Secondary School)‏ عام 1996 انتقلت للعيش في تورنتو وهناك كونت فرقة تريب-هوب ثنائي مع «نيوكيرك» أسمتها نيلستار، وهذا لفظ ملعوب به ويعني «نجمة نيللي»، وسجلوا معاً أغنية اسمها «لايك-Like» تم تصويرها فيما بعد ولم تأخذ شهرة. كانت فرتادو قبل دخولها عالم الثراء والغناء تعمل كعاملة تنظيف مع أمها التي كانت مدبرة منزل في فيكتوريا. وقد صرحت نيللي فرتادو أن حياة الخدم والفقر شكلت هويتها على نحو إيجابي. وبالنسبة إلى الانتماء الديني لنيللي فهي مسيحية كاثوليكية. غنت فرتادو لأول مرة في عمر الرابعة مع أمها يوم البرتغال في الكنيسة، بدأت تعلم الآلات الموسيقية في عمر التاسعة حيث تعلمت الترومبون، الإكويلي كما تعلمت القيثارة وآلة الكيبورد (البيانو). بدأت نيللي بكتابة الأغاني في عمر 12 عاماً وفي فترة المراهقة عملت في فرقة استعراضات برتغالية. في عام 1999 انضمت فرتادو إلى شركة دريم ووركس للتسجيلات التي أنتجت لها أغنيتها الأولى بعنوان «بارتي جست بيغان (أغين)» التي سميت اختصاراً «حفلة» وأستخدمت كموسيقى تصويرية لفيلم «القصر المنهار» (بالإنجليزية: Brokedown Palace)‏، وضمت فرتادو الأغنية فيما بعد إلى ألبومها الأول وا، نيللي!.

### فترة 2000 - 2002
واصلت فرتادو التعاون مع إيتون ووست، الذي اشترك في تلحين ألبومها الأول وا، نيللي!، والذي أصدر في أكتوبر 2000. حظي الألبوم بنجاح باهر في جميع أنحاء الكرة الأرضية خاصةً بوجود أغنيات مثل: تورن أوف ذا لايت و...أون ذا راديو (ريميمبر ذا دايز)، وأخيراً هي، مان!، وقد رشحت لاستلام جائزة الغرامي أربعة مرات في العام 2002 حيث حازت أول أغاني نيللي أ'م لايك أ بيرد على جائزة أفضل أداء نسائي نوع الـ بوب. علاوة على ذلك، مُدحت فرتادو بطريقة كبيرة بسبب خليطها الإبداعي وانتقائها للأغاني الجيدة. تظهر نيللي فرتادو في غلاف الألبوم مرتدية تي شيرت برتقالي اللون ومستلقية على العشب، وقد التُقطت الصور الترويجية الخاصة بالألبوم أثناء تصوير أغنية أ'م لايك أ بيرد عام 2000. تبدو طلة نيللي في الغلاف شعبية بعض الشيء ومناسبة لمغنية في سن العشرين وهذه هي سياسة الفنانين في بداية إطلالتهم الإعلامية في الغرب ولعل أقرب مثال إلى ذلك ألبوم "بيبي ون مور تايم" لمغنية البوب الأمريكية بريتني سبيرز. أسمت مجلة سلانت ألبوم وا، نيللي! "بالمبهج"، واعتبرته من أفضل الألبومات التي صدرت في الألفية الثالثة."

### فترة 2003 - 2005

غلاف ألبوم فولكلور.

قبل إطلاق ألبومها الثاني «فولكلور»، أنجبت فرتادو ابنتها نيفيس وذلك في 20 سبتمبر، 2003 وعللت فرتادو سبب تسميتها بهذا الاسم أنه نسبة إلى جزيرة نيفيس في البحر الكاريبي، إلا أنه في الواقع نسبة لكلمة "Nevi" اللاتينية. ونسفيس هي ابنتها من عشيقها السابق جاسبر جاهونيا الذي تركها ورفض أن يتزوجها، لذلك غنت نيللي فرتادو في ألبوم لووس أغنية إن غود'ز هاندز التي تتألم في كلماتها من أجل ما حصل بينهما. مما قالته فرتادو حول الأمومة أنها «أمر مدهش جدا في الحقيقة. كما أنه فطري أكثر مما توقعت»، ويُعد ألبومها «فولكلور» أقل الألبومات نجاحاً وبيعاً، ويعود السبب في ذلك إلى إفلاس شركة دريم ووركس المنتجة للألبوم، وهي ذاتها الشركة التي أنتجت ألبومها الأول وا، نيللي!. بيعت الشركة إلى شركة يونيفرسال العالمية، وقد انتقلت نيلي وكثير ممن معها في الشركة إلى منتجين آخرين. وأصبح المنتج الموسيقي تمبلاند هو المنتج لألبومات نيلي وأنتج لها ألبوم «لووس» الذي يعد أكثر الألبومات نجاحاً على الإطلاق في عام 2006. وتجدر الإشارة إلى تصميم غلاف ألبوم فولكلور الذي ربما كان من أكثر الأمور الملفتة به فهو من تصميم شركة قرافيلز المتحدة التي صممت عدد من الأغلفة الأخرى لمطربين آخرين. لم يكن الغلاف مصنوعا من الورق اللامع كبقية الأغلفة بل كان عبارة عن ورق شبيه بأوراق الجرائد وهذا كان أمراً متعمداً من قبل نيللي، والقصد من ذلك هو «إظهار الفولكلور» باعتبار أن اسم الألبوم نفسه «فولكلور»، لذلك فقد قامت نيللي بجعل كل محتويات الألبوم فولكلورية قديمة بما في ذلك الغلاف.

### فترة 2006 - 2008

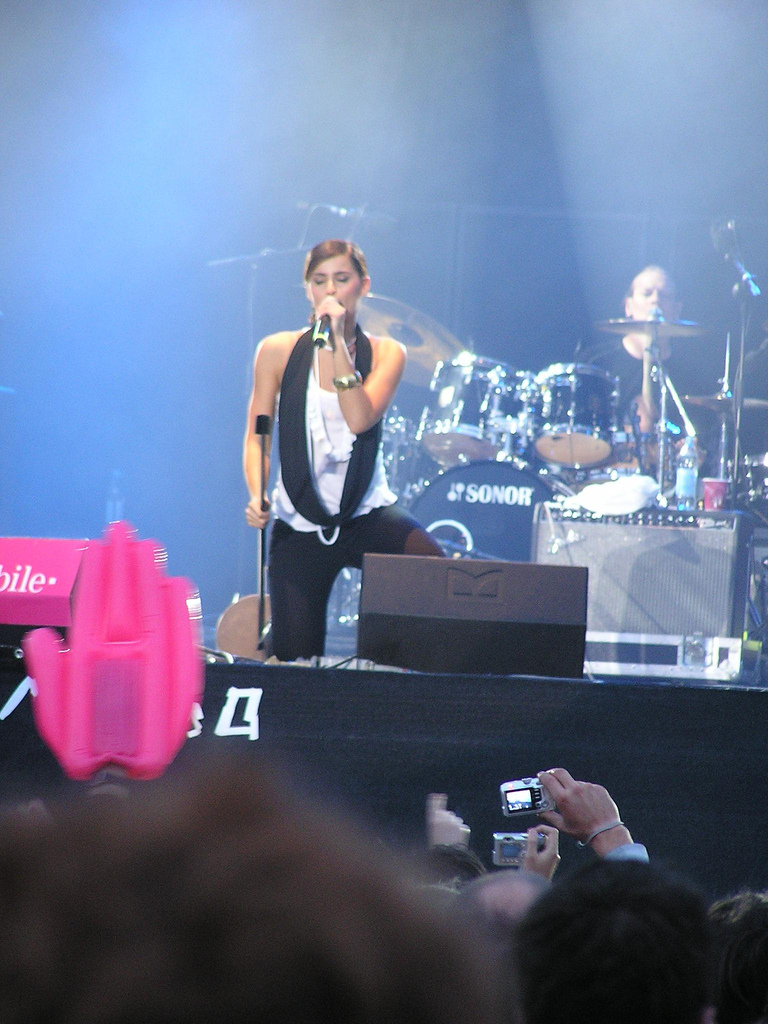
فرتادو تؤدي أغنية في حفل مباشر في نورمبرغ، سنة 2006.

طرحت نيلي فرتادو ألبومها الثالث في التاسع من يونيو 2006. وهو الألبوم الذي يعد الأفضل في مسيرة نيللي فرتادو بالنسبة للألبومين الذين سبقاه، خاصة وأنها طرحت منه أغان كثيرة ناجحة، الأولى هي مانإيتر التي حققت نجاحاً منقطع النظير في الولايات المتحدة وإنجلترا إضافة إلى أغنية برومسكيوس، وهي دويتو بمشاركة منتجها تمبلاند، ومن ثم نو آي وال وأول غود ثينغز (كوم تو أن إند) وسي إت رايت. قلبت نيللي الموازين في هذا الألبوم، حيث لاحظ الجميع أن مسارها الفني أصبح مائلاً إلى البوب على حساب الروك  ويُعد هذا ذكاءً من قبل منتج أعمالها الجديد تمبالاند، الذي ساعد نيللي كثيراً حتى وصلت إلى ماهي عليه، فأصبحت تزاحم كثيراً من المطربين الذين لا يشق لهم غبار في عالم الفن مثل كريستينا أجليرا وبريتني سبيرز، التي كان قد خف نجمها في السنوات الأخيرة. حصلت نيللي على العديد من الجوائز ورُشحت لكثير منها أيضاً، ومن الجوائز التي حصلت عليها نيللي: جائزة أفضل مطربة منفردة عالمية بريت أووردز في بريطانيا، وجائزة وورلد ميوزك أووردز كأفضل مطربة روك/بوب، إضافةً إلى حصولها على 5 جوائز في حفل جونو أووردز الذي أقيم في كندا، وقامت باستضافة الحفل بنفسها، وتعتبر هذه الجائزة الأرقى في كندا. في عام 2007 طرحت نيللي فرتادو بمشاركة تمبالاند وجستن تيمبرلاك أغنية منفردة بعنوان قيف إت تو مي، والتي دخلت قائمة أفضل 100 أغنية في البيلبورد، وبعد هذا العمل الثلاثي الناجح سجلت نيللي فرتادو أغنية أخرى استغلالاً لهذا النجاح مع جستن تيمبرلاك أيضاً، بعنوان كراود كونترول طرحتها في نهاية عام 2007. قامت شركة قرافيلز المتحدة أيضا بتصميم غلاف ألبوم لووس حيث أن نيللي تعاونت معهم بعد النجاح السابق في ألبوم فولكلور. تم طرح الغلاف بعدة ألوان: الأحمر، الأزرق، إضافة إلى الأصفر، ولكل لون من هذه الألوان قصة. فاللون الأحمر كان هو اللون الأساسي الذي طُرح به الألبوم في البداية، تلاه الأزرق حيث كان الغلاف الأزرق خاص بألبوم لووس بنسخة أخرى أسمتها فرتادو «نسخة الجولة العالمية»، وهو ألبوم يخص حفلات نيللي فرتادو واحتوى على اسطوانتين موسيقيتين. أما الغلاف الأخير الأصفر فكانت نسخة خاصة بصيف عام 2007 أسمتها فرتادو «النسخة الصيفية المحدودة»، أي بالعربية لووس (النسخة الصيفية المحدودة). ضمت فرتادو للألبوم أغان إسبانية جديدة، واحتوى الدي في دي الخاص به على بعض الأغاني المصورة. في 5 يوليو 2007، أعلن الإعلامي الشهير بيريز هيلتون رسمياً خطوبة نيللي فرتادو من مهندس صوت كوبي يُدعى ديمو أحبته خلال تسجيلها ألبومها لووس، وعرض بيريز مجموعة من الصور لفرتادو تلبس خاتم الخطوبة كما أنه ظهر مع نيللي في مناسبات كثيرة مثل حفلة جوائز الغرامي حيث ظهر جالساً جنبا إلى جنب معها ومع تمبالاند. وفي سنة 2008، أدّت فرتادو أغنية راقصة مع الفرقة الإيطالية «زيرو أسولوتو»، وهي أغنية «إربح أو اخسر - Appena prima di partire» التي نُشرت في إيطاليا وفرنسا وألمانيا، وصُورت في برشلونة.

### فترة 2009 - 2010
بتاريخ 31 ديسمبر سنة 2008، نشرت صحيفة دياريو لا برينسا مقالاً نصت فيه على أن فرتادو تخطط لتسجيل بضعة أغان جديدة باللغتين الإنجليزية والإسبانية لألبومها الجديد «المتوقع إصداره في الخامس عشر من ديسمبر سنة 2009».
ظهرت فرتادو كضيفة شرف في ألبوم فلو ريدا الجديد، "R.O.O.T.S."، الذي صدر بتاريخ 31 مارس 2009. وقد حملت الأغنية التي ظهرت فيها عنوان «إقفز» (بالإنجليزية: Jump)‏. كذلك ظهرت فرتادو في ألبوم المغنية ديفاين براون، «تواريخ الحب» (بالإنجليزية: The Love Chronicles)‏، حيث ساهمت بكتابة أغنية «النظارات الشمسية» (بالإنجليزية: Sunglasses)‏ وغنّت في خلفية النسخة المصورة منها.

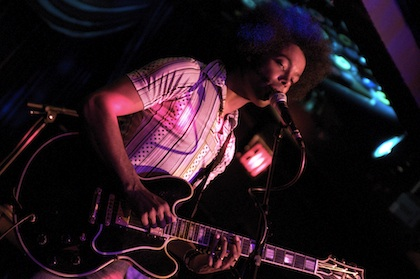
ألكس كوبا، الكاتب المشارك في كتابة كلمات أغنية مي بلان.

وفي أوائل شهر مارس من نفس العام، تسرّبت أغنية على شبكة الإنترنت عنوانها «يجب أن أعرف» (بالإنجليزية: Gotta Know)‏، وقيل بأنها تعود لفرتادو. فقامت الأخيرة بالرد، بتاريخ 4 مارس 2009، من خلال صفحتها على موقع ماي سبيس، قائلةً أن الأغنية لا تعود لها، وأنها تقوم بتسجيل ألبومين جديدين: أحدهما بالإسبانية، والأخر بالبرتغالية. كذلك أعلنت نيللي فرتادو من خلال صفحة المدوّن الأمريكي، بيريز هيلتون، أنها الألبوم الإسباني سيحمل عنوان «مي بلان» (بالإسبانية: Mi Plan)‏ بمعنى «خطتي»، وأن أول أغنية منفردة فيه ستحمل عنوان «مانوس آل آيري»، بمعنى «أيدي في الهواء» حرفيًا، و«إرفع يديك» فعليًا. كما قالت، في موقعها الرسمي، أن الألبوم سيحوي 12 أغنية جديدة، كلها مُنشدة بالإسبانية. تمّ إصدار الأغنية المنفردة الثانية، حاملة عنوان «مايس» بمعنى «مزيد»، في 21 يوليو من نفس العام، كما سبق وأعلن عن ذلك في الصفحة الرسمية لفرتادو في موقع ماي سبيس. صدرت الأغنية المنفردة الثالثة، حاملة عنوان «مي بلان» (بالتعاون مع ألكس كوبا) على مشغّل آي تيونز بتاريخ 11 أغسطس 2009، ثم تلتها أغنية «باخو أوترا لوز» (بالتعاون مع جولييت فينيغاس ولا مالا رودريغيز)، وهي الأغنية المنفردة الرابعة والأخيرة، بتاريخ 1 سبتمبر من نفس السنة. كذلك قامت فرتادو بدعوة النجم المكسيكي أليخاندرو فرنانديز ليُنشدا أغنية مشتركة عنوانها «الأحلام» (بالإسبانية: Sueños)‏. تمّ بث أغنية «مانوس آل آيري» المصورة في 21 يوليو في برنامج المنوعات الأمريكي «على الهواء مع ألكسا تشونغ» (بالإنجليزية: It's On with Alexa Chung)‏.
ظهرت فرتادو كضيفة شرف في ألبوم المغني الكندي «ك-يوس» حامل عنوان نعم! (بالإنجليزية: Yes!)‏ في أغنية «ليتني أعرف ناتالي بورتمان» (بالإنجليزية: I Wish I Knew Natalie Portman)‏، التي صدرت في شهر يوليو من سنة 2009. كذلك ظهرت في الأغنية المنفردة لتييستو «من يرغب أن يكون وحيداً» (بالإنجليزية: Who Wants to Be Alone)‏ من ألبوم «كاليدوسكوب»، الصادر بتاريخ 6 أكتوبر 2009. وقامت فرتادو أيضًا بتسجيل أغنية «مانوس آل آيري» للنسخة التوسيعية للجزء الثالث من لعبة ذا سيمز.
قالت نيللي في إحدى فيديوهاتها في وقت لاحق من عام 2009، أنها تقوم بتأليف ألبوم جديد باللغة الإنجليزية، وأنها كانت قد اجتمعت مع تمبالاند في الاستديو قبل 3 أشهر حيث قاما بكتابة 20 أغنية خلال يومين فقط، وأنها تعتقد بأن بعضًا من تلك الأغاني على الأقل سيكون ضمن المجموعة الواردة في الألبوم. وبتاريخ 15 ديسمبر من نفس السنة، أعلنت فرتادو من خلال صفحتها الخاصة في موقع تويتر، أن ألبومها الإنجليزي الجديد سوف يصدر بتاريخ 25 مايو 2010. وفي الثامن من فبراير سنة 2010 أعلنت من خلال نفس الموقع أن ألبومها الجديد سيحمل عنوان «نمط الحياة» (بالإنجليزية: Lifestyle)‏. وقد عملت فرتادو خلال هذه الفترة أيضًا مع تمبالاند في أغنية «الصباح بعد المساء» (بالإنجليزية: Morning After Dark)‏، بصفتها الأغنية المنفردة الرئيسية في ألبومه الجديد «قيمة الصدمة الثاني» (بالإنجليزية: Shock Value II)‏، الذي تم إصداره في أواخر عام 2009.
أضافت فرتادو أن ألبوم «نمط الحياة» سيكون فيه لون من موسيقى «الفانك»، وإنها ستعمل عليه مع المنتجين ريان تيدر، تييستو، ليستر منديز، وسلام ريمي، وأن الأغنية الرئيسية المنفردة فيه ستصدر في صيف تلك السنة. قالت فرتادو في صفحتها الشخصية بموقع تويتر، أنها قامت بكتابة أغنية عنوانها «أغنية إيلين»، وقامت بتسجيلها خلا إحدى جولاتها. صدرت بعض أغاني هذا الألبوم وتم توزيعها ونشرها بطريقة غير مشروعة، ومنها أغنية حملت عنوان «صديقة في هذه المدينة» (بالإنجليزية: Girlfriend In This City)‏ و«حرة» (بالإنجليزية: Free)‏، وهي تصف بعض التأثيرات من ألبومات نيللي الأولى. قالت فرتادو، في مقابلة مع بيلبورد البرازيل، أن الأغنية سوف تُنتج من قبل أكثر من منتج، كما أضافت أن الألبوم سيحوي أكثر من مفاجئة وأنه عبارة عن دمج بين ألبوماتها الأربع السابقة.
أعلنت فرتادو بتاريخ 13 أبريل 2010، على صفحتها الخاصة بموقع تويتر، أن ألبوم «نمط الحياة» لن يتم إصداره خلال صيف 2010، وأنها ستزيد من فترة جولة «مي بلان» بعض الشيء، الأمر الذي سيساعدها على العثور على الإلهام المناسب لتطوير ألبومها قبل إصداره. كذلك ظهرت نيللي في أغنية لفرقة N.E.R.D تحمل عنوان «مثير وممتع» (بالإنجليزية: Hot N Fun)‏. كُرّمت فرتادو في شهر أكتوبر من سنة 2010 في حفل افتتاح «درب مشاهير كندا» (بالإنجليزية: Canada's Walk of Fame)‏ حيث نُقشت نجمة باسمها على تلك الطريق لتخليد اسمها إلى جانب أسماء كبار الفنانين الكنديين.
أطلقت فرتادو ألبومها الأول المتضمن أشهر أغانيها في 16 نوفمبر 2010، تحت عنوان أفضل أعمال نيللي فرتادو (بالإنجليزية: The Best of Nelly Furtado)‏، وكانت الأغنية المنفردة الأولى من الألبوم، حاملة عنوان «لا تزال الليلة في أولها» (بالإنجليزية: Night Is Young)‏ قد أذيعت على محطة بي بي سي الأولى بتاريخ 3 أكتوبر 2010.

### فترة 2011 - الوقت الحالي
قامت فرتادو بتاريخ 2 يوليو سنة 2011، بأداء أغنية جديدة من أحدث ألبوماتها في تلك الفترة، حاملة عنوان «اللغز» (بالإنجليزية: Mystery)‏، وقد استقطب هذا الألبوم الجديد أنظار بعض المنتجين مثل: ذا نبتيونز، تييستو، تمبالاند، راين تدر، ورودني جيركينز. أدّت فرتادو أغنية جينيفر لوبيز المنفردة الناجحة، حاملة عنوان «على الأرض» (بالإنجليزية: On the Floor)‏ في حفل Delta Tejo Festival في لشبونة، التي اشتملت على أغنية فرقة «كاوما» من عام 1989، حاملة عنوان «لامبادا». أعلنت فرتادو أن أغنيتها المنفردة التالية سوف تضم مغني الراب ناز، بالإضافة لغيره من المغنين في أعمال أخرى في هذا الألبوم. من المميزات الأخرى التي أضافتها فرتادو لألبومها كان صوت المغني الأساسي في فرقة «باشون بيت» المدعو مايك أنجيلاكوس، في أغنية «الحافة» (بالإنجليزية: The Edge)‏، كما أعربت عن رغبتها بالعمل مجددًا مع مغنية الراب ميسي أليوت. تعاونت فرتادو في إنتاج هذا الألبوم مع منتج أغاني الهيب هوب «سلام ريمي»، الذي قيل بأن ألحانه الذي وضعها في أغنية «الحافة»، كانت مقتبسة من فضيحة تايغر وودز، وأنه كان من المقرر إطلاق تسمية «أغنية إلن» عليها في بادئ الأمر، تيمنًا بزوجة الأخير التي ظهرت معه في الشريط الإباحي. زعمت فرتادو أن ألبومها هذا شبيه بألبومها الأول من عام 2000، ألا وهو وا، نيللي!، لكنه يحوي عناصر من الروك البديل، والريغي.
بالإضافة إلى ألبومها سالف الذكر، ظهرت فرتادو في أغنية لمغني الراب «ذا غيم» حاملة عنوان Mamma Knows من ألبوم The R.E.D. من إنتاج ذا نبتيونز، كما ورد صوتها في ختام الفيلم الكندي حامل عنوان: «السنة عندما كانت دوللي باترون أمي» (بالإنجليزية: The Year Dolly Parton Was My Mom)‏، كما بدأت العمل على ألبوم باللغة البرتغالية، بعد ألبوم مي بلان الإسباني. وبتاريخ 17 أكتوبر 2011، أعلنت فرتادو أنها قد تعود لتتعاون مع المؤلف ألكس كوبا مجددًا.
أطلقت فرتادو ألبومها الجديد باللغة الإنجليزيَّة حامل عنوان The Spirit Indestructible خلال شهر سبتمبر من عام 2012. كانت فرتادو قد أعلنت سابقًا أنَّ هذا الألبوم شبيه بألبومها الأول وا، نيللي! لكنه يضم عناصر من الروك البديل والموسيقى الريفية. استقطب الألبوم انتباه منتجين مثل: ذا نبتونز، وتييستو، وتمبلند، وريك نولز، ورايان تادر، ورودني جيركينز. أطلقت الأغنية المنفردة الأولى من الألبوم حاملة عنوان Big Hoops بتاريخ 17 أبريل 2012، وبُثَّت على المحطات الإذاعيَّة الأمريكيَّة في 1 مايو من نفس العام. كذلك شرعت فرتادو بالعمل على النسخة الإسبانية من ألبوم «مي بلان» وألبوم الاستديو الإنجليزي الخامس.

## الأغاني المصورة
- يستعرض هذا الجزء الأغاني المصورة الرسمية التي طرحتها نيللي فرتادو حتى عام 2006، مع وصف لمشاهد كل أغنية من هذه الأغاني إضافة إلى قائمة بأسماء الأغاني المصورة وبعض الصور التي تدعم الوصف:

### من ألبوم وا، نيللي!

نيللي فرتادو تقع من الأعلى في أ'م لايك أ بيرد.

- أ'م لايك أ بيرد: في الأغنية المصورة لأغنية أ'م لايك أ بيرد تظهر فرتادو في مكان يشبه الغابة، وطوال مدة الكليب، التي تزيد عن 4 دقائق، تحاول التحليق مثل الطير. في النهاية ترتفع فرتادو في السماء إلى جانب شجرة طويلة حتى تقع[64] ويبدو أن المخرج فرنسيس لورنس تعمد إخافة المشاهد حتى يظن أنها سوف تموت، ولكن فجأة تظهر مجموعة من الناس تم الاستعانة بهم لحمل فرتادو وإنقاذها.[65] النجاح الكبير لهذه الأغنية أهلها لأن تحصل على أول جائزة غرامي عام 2002. لم تحصل نيللي بعدها على أية جائزة ولكنها رشحت في عام 2006 عن أغنية برومسكيوس.[11]

- تورن أوف ذا لايت: تورن أوف ذا لايت هي أول أغنية مصورة تعاونت فيها نيللي مع المخرجة صوفي مولر، وبدا أن هذا التعامل ناجحاً[66] فقد ساعد الأغنية المنفردة على الانتشار والحصول على المركز الأول في نيوزلندا. ظهرت فرتادو بعدة طلات، ففي الأولى تظهر وكأنها تسبح في بركة طينية[66] مع عدد من أفراد الكومبارس، وفي الثانية ظهرت فرتادو بملابس فسفورية بالقرب من مطعم صيني، وتبدو وكأنها تأكل النودلز، أما الثالثة فقد ارتدت بها نيللي فستاناً أسوداً وبدت متشنجة في هذه الطلة لتناسب أداءها في الأغنية.[67] تم استعمال الأغنية في كندا للتوعية على ضرورة الترشيد في استهلاك الكهرباء على يوتيوب[68] وتظهر فرتادو في الإعلان مع عدد من الطلاب في أحد المدارس الكندية حيث تساعد أحد الأطفال على إغلاق الضوء، تم استخدام مقاطع من أغنيتها.
- ...أون ذا راديو (ريميمبر ذا دايز): تم طرحها بعد عام من طرح تورن أوف ذا لايت ولم تلاقي النجاح ذاته الذي لاقته الأغنيتين المصورتين السابقتين، رغم أن نيللي تعاونت مع مخرج مختلف أيضاً في لأول مرة هو هايبي وليامز.[69] اعتمدت هذه الأغنية المصورة على أسلوب الروك والبانك الذي اشتهرت به نيللي في بداياتها. في المشاهد الأولى من الفيديو تظهر فرتادو في غرفة تحوي عدداً من المسجلات ومكبرات الصوت مرتدية حذاء أبيض طويل وسترة زرقاء اللون. في نهاية الأغنية تغني نيللي في حفلة صغيرة بحضور بعض الجمهور.[70] من أهم أسباب عدم نجاح الأغنية هو أنها تُشعر المشاهد بالملل بسبب مدتها الطويلة. طرحت نيللي بعد هذه الأغنية أغنية هي، مان! وذلك بعد نجاحها الذي دفع نيللي إلى إصدار فيديو به مقاطع من بعض الحفلات الجماهيرية التي أقامتها سابقا.[71] ويُعد مخرج هذا الفيديو مجهولا، ولم تصرح نيللي باسمه بأي لقاء أو موقع.

### من ألبوم فولكلور
- بورلس (ساي وات يو ونت): بورلس هي أول أغنية مصورة من ألبوم فولكلور تظهر نيللي فيها في صندوق مليء بالمجلات والصور وتقوم بحركات معينة برأسها مناسبة لإيقاع الأغنية. ينفتح هذا الصندوق لتتنقل نيللي بين بعض الأماكن الشعبية كسوق الأسماك وطرق ترقص بها بعض الراقصات الشعبية.[72] تعتبر أغنية بورلس (ساي وات يو ونت) من نوع الروك، وقام بإخراجها المخرج براين باربر في التعاون الوحيد بينه وبين فرتادو.[73] يظهر تعلق نيللي بشكل واضح بالشعار الذي صاغه لها أحد المصممين، حيث يظهر أكثر من مرة في الأغنية.[72]

في أغنية تراي يظهر فقر نيللي، وهنا تظهر وهي تسحب البقرة.

- تراي: تراي هي ثاني أغنية مصور من فولكلور، وهي أغنية بوب حزينة صورتها نيللي في كوخ خشبي، وهي تصور قصة حزينة بينها وبين زوجها وانتقالهما من حياة الترف إلى الفقر، يصور الفيديو كليب عددا من المشاهد مثل قيام فرتادو بتنظيف الملابس وتعليقها في العراء، وقيامها بتخطيط الأرض استعداداً لزرعها إضافة إلى ظهور عدد من الحيوانات التي لا يستغني عنها أهل الريف مثل الدجاج والبقرة، التي تظهر فرتادو وكأنها تحاول سحبها لغرض ما. من إحدى مشاهد الأغنية، مشاجرة فرتادو وزوجها في جو بارد تتساقط به الثلوج. في نهاية الأغنية تظهر نيللي وكأنها تبحث عن زوجها بين أعداد كبيرة من الكومبارس حتى تجده ويعودا مرة أخرى سوياً.[74] لم تنل هذه الأغنية النجاح المطلوب على الرغم من توقع نيللي عكس ذلك، وذلك بسبب انشغالها بالحمل والولادة، فلم تتفرغ أبداً إلى الترويج لها. أغنية تراي هي ثاني تعاون بين نيللي فرتادو والمخرجة صوفي مولر. تجدر الإشارة إلى أن أغنية تراي بدأت تحصد النجاح عام 2006 بعد أن عرف الناس فرتادو، لذلك ترجمتها نيللي إلى الإسبانية وطرحتها ضمن النسخة الصيفية من ألبوم لووس بعنوان لووس (النسخة الصيفية المحدودة).[27]
- اكسبلود: طُرحت أغنية اكسبلود مباشرة بعد أغنية تراي. شاركت نيللي فرتادو المخرج برادلي كلايفورد للمرة الأولى في إخراج هذه الأغنية، حيث تم رسم شخصية كرتونية تشبه نيللي إلى حد كبير، ويبدو الجيتار رفيقاً لها في الأغنية المصورة. لم تكتف فرتادو بمجرد الشخصية الكرتونية التي تم رسمها، بل ظهرت بشكلها الحقيقي وهي تغني، حيث يظهر ظلها في مكان أو مسرح أحمر اللون. تعتبر أغنية اكسبلود من نوع الروك الحاد نوعاً ما وهي قريبة إلى أسلوب الكندية آفريل لافين.[75] الأغنية من ألحان قارلد إيتون وفرتادو نفسها أما الشركة المنتجة فهي دريم ووركس، وكانت الأغنية آخر أغنية تنتجها الشركة لفرتادو قبل إفلاسها.

### من ألبوم لووس
- نو آي وال: كانت الأغنية المصورة لنو آي وال في حي شعبي تنتقل به نيللي ويشاركها الأغنية مغني بورتريكي يطلق على نفسه اسم رزيدنت كالي 13، وهو يشارك فرتادو بمقاطع إسبانية، وكانت نيللي قد غنت أيضاً مقاطعا إسبانية في أول أغنية مصورة إسبانية لها بعد أغنية "Fotografía". تظهر فرتادو في بداية الأغنية وهي تبحث عن كالي 13، حتى تقابله في منزله ليخرجا معاً ويتوجها إلى مكان شعبي حيث يتناولا البوظة ثم يكملا تجوالهما في أماكن شعبية أخرى، مثل صالة للعب البلياردو، ومن ثم يخرجا للرقص مع بعض الفقراء، ويستمر الفيديو كليب على هذا النمط حتى نهايته. كانت أغنية لا يوجد أحد متساوي ذات أسلوب الريجيه تون، لذلك ذاع صيتها في إسبانيا دون غيرها من البلدان، إذ أن هذا الأسلوب أسلوب موسيقي محبب في تلك الدولة. قام بإخراج الأغنية المصورة كل من إسرائيل لوغو وغابريال كوس في تعاونهم الأول مع فرتادو.
- برومسكيوس: اختلفت الأغنية المصورة لبرومسكيوس اختلافا كبيرا عن باقي الأغاني المصورة لنيللي فرتادو، حيث بدا اهتمام فرتادو بشكلها أكثر من السابق. تعاونت نيللي في هذه الأغنية مع الملحن تمبالاند الذي شارك في تلحين الأغنية وأدى مقاطع منها مع نيللي. أخرج لها الأغنية المخرج ليتل أكس، وهي أغنية مصورة تتكون من خليط ما بين عدة طلات ومشاهد يطغى عليها أسلوبي الهيب-هوب والبوب. تعتبر برومسكيوس أغنية متناسقة جداً مع الذوق الأمريكي، لذلك احتلت المركز الأول لمدة 6 أسابيع على التوالي عام 2006 في قائمة أغاني البيلبورد لذلك فقد حققت جائزة أغنية البوب للسنة[76] والبيلبورد هي قائمة الأغاني الرسمية في الولايات المتحدة الأمريكية. ظهر جستن تيمبرلاك مع نيللي في الأغنية المصورة في طلة بسيطة، إضافة إلى كيري هلسون وبريا ميليس. في آخر مشاهد الأغنية تجتمع نيللي مع تمبالاند وجستن تيمبرلاك في طلة واحدة. رشحت برومسكيوس إلى جائزة غرامي في 2006 ولكنها لم تفوز بها.
- مانإيتر: طرحت مانإيتر مباشرةً بعد برومسكيوس. ويبدو أن فرتادو تعمدت أن تكون الأغنية المصورة أقرب إلى فيلم سينمائي من خلال الألوان وكونه طويل، حيث أن مدته تتجاوز الخمس دقائق. في البداية تدخل نيللي إلى مكان مظلم بمرافقة كلب بوليسي يختفي فجأة فتبحث عنه حتى تدخل إلى مكان آخر أكثر ظلمة، ولكنه مليء بأناس غريبي الهيئة نظراتهم عجيبة، فتبدأ فرتادو الرقص معتمدة على كلمة "Maneater" التي اشتقتها من أغاني قديمة من حقبة الثمانينات لفرقة هول أند أوتس ويورتميكس وغيرهم. في نهاية الكليب تجد فرتادو كلبها وتنصرف. كان نجاح أغنية مانإيتر واضحاً في بريطانيا، حيث وصلت إلى المركز الأول بسرعة، وهنا يظهر أن فرتادو تعمدت استهداف كل من أمريكا وبريطانيا بأغاني مناسبة للذوق العام في البلدين.

فرتادو ترش المادة الغريبة في أغنية أول غود ثينغز (كوم تو أن إند).

- سي إت رايت: تم تصوير أغنية سي إت رايت في مواقع متعددة في لوس آنجلوس في نهاية شهر أكتوبر 2006 وغلب عليها استديو أبيض اللون. صُورت الأغنية في الفترة ذاتها التي تم فيها تصوير أغنية أول غود ثينغز (كوم تو أن إند)، وأخرج الأغنية البريطانيين رانكين وكريس، الذين استعانت بهما نيللي رغم تجربتهم البسيطة في عالم الإخراج. في بداية الفيديو تظهر نيللي وهي تنزل من طائرة وأرض صغيرة تشبه المطار كتب عليهم بالخط الكبير اسمها بالشعار ذاته الذي تستعين به في أغلفة ألبوماتها، ويظهر المنتج تمبالاند مع نيللي في الأغنية المصورة حيث يقوم بالصخب الصوتي الذي يشتهر به. انتشر الفيديو بسرعة وحقق نسبة مشاهدات جيدة في موقع يوتيوب.
- أول غود ثينغز (كوم تو أن إند): صورت فرتادو هذه الأغنية في بورتوريكو واستعانت بالمخرج ذاته الذي أخرج نو آي وال. تظهر فرتادو في مشاهد حميمية رومانسية مع عرض أزياء غير معروف، وتتنقل في منطقة بحرية خلال أحداث الأغنية، كون البحر يعبر عن الرومانسية بشكل أو بآخر لذلك يُلاحظ أن نيللي قد كررت التصوير بجوار البحر عدة مرّات في هذه الأغنية. تظهر فرتادو والعارض في معظم مقاطع الأغنية أول غود ثينغز (كوم تو أن إند) وكأنهما يرشان مادة غريبة تشبه الملح، ويبدو أنه لا يوجد مبرر لهذه المشاهد سوى إضفاء صورة جمالية والمزيدة من الرومانسية في الأغنية المصورة. يحتوي الفيديو كليب على العديد من المشاهد الحميمية مثل الأحتضان، وفي بعض المشاهد تظهر نيللي في أماكن تشبه الغابات في موسم الخريف. بسبب كون أغنية أول غود ثينغز (كوم تو أن إند) أغنية رومانسية بحتة، فإنها لم تلقى نجاحاً في أمريكا كما الأغاني السابقة حيث لم تصل في قائمة البيلبورد سوى إلى المركز 86.[77]
- إن غود'ز هاندز: قامت نيللي في التاسع من مايو 2006 بتصوير الأغنية تحت إدارة المخرج الأمريكي جيسس ديلان وهو ابن مغني الروك الأمريكي بوب ديلان.[78] صورت فرتادو الأغنية في لوس أنجلوس بكاليفورنيا، وقد استغرق التصوير ساعات قليلة بين الخامسة والسابعة صباحاً، في طقس شديد البرودة.[79] صدرت الأغنية المصورة في الخامس عشر من شهر يونيو 2007 في بريطانيا كما خصت نيللي إحدى القنوات النيوزلندية بالعرض الحصري قبل العرض الرسمي في بريطانيا.[80] تظهر نيللي في الأغنية بعدد من الطلات باللون الأبيض والأسود، حيث تعمدت أن تكون الأغنية المصورة بسيطة وغير متكلفة.[81]
- دو إت: تبدو فرتادو في الأغنية المصورة لدو إت في حلة فرحة وصيفية مختلفة عن الأغاني السابقة. وفي هذه الأغنية تم الاستعانة بالكثير من الكومبارس، واحدة منهم عضوة في البرنامج التلفزيوني الشهير «دمى الهريرات تقدم: البحث عن الدمية التالية» (بالإنجليزية: Pussycat Dolls Present: The Search for the Next Doll)‏، كما أن شريك فرتادو في معظم حفلاتها التي تقيمها، المدعو سوكرايتوس، ظهر في مقاطع بسيطة في الفيديو. تظهر فرتادو في أحد مشاهد الفيديو في غرفة وفي صالة رياضة ومع عدد من الفتيات يدفعن سيارة، وفي مقاطع أخرى ترقص مع فتيات بالريش، وفي مقاطع ثانية ترتدي بعض الملابس في أماكن مختلفة إضافة إلى مقاطع في ناد ليلي، وفي بعض الغرف على الأسرة وما إلى ذلك. تم عرض فيديو كليب أغنية دو إت لأول مرة على شاشة قناة «متش ميوزك» يوم 13 يوليو 2007. تُعد أغنية دو إت الأغنية التي سببت المشكلة الكبيرة التي تحدثت عنها الصحافة الأجنبية فترات طويلة، لدرجة أنه تم تدشين مقالة كاملة بهذا الموضوع، وكانت «الفضيحة»، كما يسميها البعض، متعلقة بسرقة لحن الأغنية من أغنية أخرى لفنان فنلندي غير معروف، ولكن يبدو أن المشكلة حلت وتنازل الأخير عن لحنه، والدليل طرح الأغنية في الأسواق.

## حياتها الخاصة
بتاريخ 20 سبتمبر سنة 2003، أنجبت نيللي مولودة أنثى في مدينة تورونتو بكندا، أطلقت عليها اسم «نيفيس». ووالد الطفلة هو «جاسبر غاونيا» الذي كان صديقًا مقربًا لفرتادو طيلة سنوات، وقد بقي مرتبطًا معها بعلاقة عاطفية طيلة 4 أعوام، حتى انفصلا في سنة 2005. قالت فرتادو في مقابلة أجرتها مع مجلة «بلندر» الأمريكية، أنها وغاونيا لا يزالا صديقان ويتشاركا في عناية نيفيس.
في مقابلة صحفية مع مجلة «جنرا» الأمريكية في شهر يونيو من عام 2006، قالت فرتادو في إجابة عن تساؤل طُرح عليها حول ما إذا شعرت بانجذاب نحو امرأة من قبل، أنها فعلت بكل تأكيد وأن «النساء جميلات ومثيرات». اعتبر بعض القرّاء أن هذه الإجابة تفيد بازدواجية ميول فرتادو الجنسية، لكن الأخيرة عادت وصرّحت في شهر أغسطس من نفس العام، أنها سليمة الميول، لكنها «متفتحة العقل بشكل كبير». وفي شهر نوفمبر من عام 2006، أفادت فرتادو أنها رفضت عرضًا بقيمة 500,000 دولار أمريكي، لتظهر بكامل ملابسها في مجلة بلاي بوي.
وفي فترة لاحقة، ظهرت إشاعة مفادها أن فرتادو خُطبت لمهندس الصوت الكوبي ديماسيو «ديمو» كاستلون، الذي عمل معها على ألبوم لووس. وفي 17 أكتوبر من عام 2008، قيل في مجلة بيبول الأمريكية، أن الثانئي تزوجا منذ التاسع عشر من يوليو من نفس العام. وقد أكّدت فرتادو هذا الأمر لاحقًا لقناة إنترتاينمنت تونايت. كانت فرتادو إحدى الفنانات الكثيرات اللواتي تعرّضن للانتقاد والهجوم الكبير في سنة 2011، بسبب ما ورد من تقارير في مجلة النيويورك تايمز وويكيليكس حول أدائها عدّة أغنيات في حفلات خاصة لعائلة الزعيم الليبي معمر القذافي.

### الأعمال الخيرية
تعاونت كل من فرتادو وإنريكي إغليسياس، كانييه ويست، كيلي رولاند، سنوب دوغ، وكيلي كلاركسون، مع شبكة قنوات أم تي في، BET، وشركة نايكي، على تأدية أغنية في حفلة توعية عن مخاطر مرض نقص المناعة المكتسب في جنوب أفريقيا سنة 2006، بمناسبة اليوم العالمي لهذا المرض. كذلك، استضافت فرتادو برنامجًا عن مرض نقص المناعة المكتسب في قناة أم تي في، ظهر فيه أيضًا كل من المغنيين أليشيا كيز وجستن تيمبرلايك. تبرّعت فرتادو بمليون دولار أمريكي من إحدى حفلاتها في سنة 2007، إلى منظمة «حرروا الأطفال» الخيرية، الهادفة إلى منع اضطهاد الأولاد واستغلالهم في العمالة. صوتت فرتادو لصالح زعيمة حزب الخضر الكندي، إليزابيث مي، في الانتخابات الفيدرالية الكندية لعام 2011.

## الأعمال

### الألبومات
| العام | عدد الأغاني الرسمية | عدد أغاني الإضافية | الألبوم             |
| ----- | ------------------- | ------------------ | ------------------- |
| 2000  | 12 أغنية            | أغنيتان            | وا، نيللي!          |
| 2003  | 12 أغنية            | أغنيتان            | فولكلور             |
| 2006  | 12 أغنية            | 6 أغاني            | لووس                |
| 2009  | 11 أغنية            | أغنيتان            | مي بلان             |
| 2012  | 12 أغنية            | 6 أغان             | ذا سبيرت إندستركتبل |

### الأغاني المنفردة ومراتبها
| السنة                                  | الأغنية المنفردة                                     | أعلى مرتبة حازتها | أعلى مرتبة حازتها       | أعلى مرتبة حازتها | أعلى مرتبة حازتها | أعلى مرتبة حازتها | أعلى مرتبة حازتها | أعلى مرتبة حازتها | أعلى مرتبة حازتها | أعلى مرتبة حازتها | الألبوم                |
| السنة                                  | الأغنية المنفردة                                     | الولايات المتحدة  | قائمة الأغاني اللاتينية | المملكة المتحدة   | أوروبا            | كندا              | سويسرا            | نيوزيلندا         | ألمانيا           |                   | الألبوم                |
| -------------------------------------- | ---------------------------------------------------- | ----------------- | ----------------------- | ----------------- | ----------------- | ----------------- | ----------------- | ----------------- | ----------------- | ----------------- | ---------------------- |
| 2000                                   | "أم لايك أ بيرد"                                     | 9                 | —                       | 5                 | 3                 | 1                 | 17                | 2                 | 41                |                   | وا، نيللي!             |
| 2001                                   | "تورن أوف ذا لايت"                                   | 5                 | —                       | 4                 | 3                 | 7                 | 2                 | 1                 | 31                |                   | وا، نيللي!             |
| 2003                                   | "فوتوغرافيا" (بالتعاون مع خوان فاسكيز)               | 116               | 1                       | —                 | —                 | —                 | —                 | —                 | —                 |                   | أون ديا نورمال         |
| 2006                                   | "برومسكيوس" (بالتعاون مع تمبالاند)                   | 1                 | 36                      | 3                 | 5                 | 1                 | 6                 | 1                 | 6                 |                   | لووس                   |
| 2006                                   | "مانإيتر"                                            | 16                | —                       | 1                 | 2                 | 5                 | 3                 | 2                 | 4                 |                   | لووس                   |
| 2006                                   | "سي إت رايت"                                         | 1                 | —                       | 10*               | 2                 | 4                 | 1                 | 1                 | 2                 |                   | لووس                   |
| 2006                                   | "أول غود ثينغز (كوم تو أن إند)"                      | 86                | —                       | 4                 | 1                 | 5                 | 1                 | 12                | 1                 |                   | لووس                   |
| 2007                                   | "غيف إت تو مي" (بالتعاون مع تمبالاند وجستن تمبرلايك) | 1                 | —                       | 1                 | 1                 | 1                 | 6                 | 2                 | 3                 |                   | قيمة الصدمة            |
| 2008                                   | "بروكن سترينغز" (بالتعاون مع جايمس موريسون)          | —                 | —                       | 2                 | 1                 | 41                | 1                 | 10                | 1                 |                   | الأغاني لك، الحقائق لي |
| 2009                                   | "مانوس آل آيري"                                      | 104               | 1                       | —                 | 8                 | —                 | 6                 | —                 | 2                 |                   | مي بلان                |
| مجموع الأغاني التي حازت المرتبة الأولى | مجموع الأغاني التي حازت المرتبة الأولى               | 3                 | 2                       | 2                 | 3                 | 3                 | 3                 | 3                 | 2                 |                   |                        |

### الأغاني المضافة إلى لووس
- Te Busqué (ترجمة أغنية ت بسك)
- Lo Bueno Siempre Tiene Un Final (ترجمة أغنية أول غود ثينغز (كوم تو أن إند))
- En Las Manos de Dios (ترجمة أغنية إن غود'ز هاندز)
- Dar (ترجمة أغنية تراي)

### كتب
طرحت نيللي فرتادو في الأسواق عدداً من الكتب غير الأدبية وإنما التي تحتوي على كلمات أغاني وسلالم موسيقية خاصة بها، وبلغ عددها حتى الآن 5 كتب كان أولها كتاب خاص بألبوم نيللي الأول وا، نيللي!.
- كتاب وا، نيللي!
- كتاب أم لايك آ بيرد
- كتاب برومسكيوس
- كتاب مانيتر
- كتاب سي إت رايت

### قائمة الأغاني المصورة
| العام | الأغنية                           | ألبوم      | إخراج                         |
| ----- | --------------------------------- | ---------- | ----------------------------- |
| 2000  | أ'م لايك أ بيرد                   | وا، نيللي! | فرانسيس لورانس                |
| 2001  | تورن أوف ذا لايت                  | وا، نيللي! | صوفي مولر                     |
| 2001  | ...أون ذا راديو (ريميمبر ذا دايز) | وا، نيللي! | هايبي وليامز                  |
| 2002  | هي، مان!                          | وا، نيللي! | -                             |
| 2003  | بورلس (ساي وات يو ونت)            | فولكلور    | براين باربر                   |
| 2004  | تراي                              | فولكلور    | صوفي مولر                     |
| 2004  | اكسبلود                           | فولكلور    | برادلي كلايفورد ونيللي فرتادو |
| 2006  | برومسكيوس                         | لووس       | ليتل أكس                      |
| 2006  | مانإيتر                           | لووس       | أنطوني ماندلر                 |
| 2006  | نو آي وال                         | لووس       | إسرائيل لوغو وغابريال كوس     |
| 2006  | سي إت رايت                        | لووس       | رانكين وكريس                  |
| 2006  | أول غود ثينغز (كوم تو أن إند)     | لووس       | إسرائيل لوغو وغابريال كوس     |
| 2007  | إن غود'ز هاندز                    | لووس       | جيسي ديلان                    |
| 2007  | دو إت                             | لووس       | -                             |

## جولات نيللي فرتادو
يعتمد نظام الحفلات في الغرب على عمل جولات موسيقية عند إصدار أي عمل موسيقي للترويج له مع إعطاء كل جولة اسم خاص لها، وعلى هذا الأساس أقامت فرتادو عدداً من الجولات استهدفت دول أوروبية على رأسها بريطانيا وألمانيا إضافة إلى أمريكا وكندا. جولة «تحرر» (بالإنجليزية: Get Loose)‏ التي روجت إلى ألبوم فرتادو لووس تعتبر من أبرز الجولات حيث تم تدشين موقع خاص بها إضافة إلى موقع خاص في يوتيوب.
- قائمة الجولات التي أقامتها فرتادو

| سنة  | اسم الجولة                | للترويج لألبوم      |
| ---- | ------------------------- | ------------------- |
| 2001 | Burn in the Spotlight     | وا، نيللي!          |
| 2003 | Come as You Are           | فولكلور             |
| 2006 | Get Loose                 | لووس                |
| 2010 | Mi Plan                   | مي بلان             |
| 2012 | The Spirit Indestructible | ذا سبيرت إندستركتبل |

### الألعاب الأولمبية الشتوية لعام 2010
بتاريخ 12 فبراير 2010، قامت نيللي فرتادو بإنشاد بضعة أغاني بالاشتراك مع برايان آدمز في حفل افتتاح الألعاب الأولمبية الشتوية لتلك السنة. حملت الأغنية عنوان «اضرب الطبل» (بالإنجليزية: Bang The Drum)‏، وفي 14 فبراير، عاودت الظهور مرة أخرى بعد فقرة منح الميداليات للمتبارزين الذين حازوا المراكز الأولى.

## مهنة التمثيل
بدأت فرتادو التمثيل في صغرها كغيرها من الفنانين، حيث أدت أدواراً مسرحية في المدارس المتوسطة والثانوية التي التحقت بها في مراهقتها، كما ظهرت كضيفة شرف وأدّت أدوارا ثانوية في عدد من الأعمال. أما الآن فهي تفكر بشكل جدّي في خوض تجربة سينمائية ضخمة كبطلة، وقد تعلمت التمثيل حتى تكون جاهزة للبدء بتصوير الفيلم الكندي الذي يحمل عنوان "Nobody's Hero"، ولكن الترويج لألبومها لووس آخر البدء بالتصوير. ظهرت نيللي في أحد المسلسلات التلفزيونية في ناد ليلي وظهر معها المغني سوكرايتوس. ظهرت فرتادو بالمسلسلات والأفلام التالية:
| السنة | العنوان               | الدور             | النوع                                                | ملاحظات                                                  |
| ----- | --------------------- | ----------------- | ---------------------------------------------------- | -------------------------------------------------------- |
| 2001  | روزويل                | شخصيتها           | مسلسل خيال علمي أمريكي                               | أدّت أغنية "أم لايك أ بيرد"                               |
| 2006  | فلوربيلاّ              | شخصيتها           | أوبرا صابونية برتغالية                               | أدّت أغنية "مانإيتر"                                      |
| 2007  | حياة واحدة لنعيشها    | شخصيتها           | أوبرا صابونية أمريكية                                | أدّت أغنية "سي إت رايت" و"برومسكيوس"                      |
| 2007  | سي إس آي: نيويورك     | أيفا براندت       | مسلسل أمريكي حول الحياة اليومية لقسم من أقسام الشرطة | لعبت دور أيفا، وهي مجرمة محترفة متهمة بارتكاب جريمة قتل. |
| 2007  | بانكد                 | شخصيتها           | مسلسل كاميرا خفية أمريكي                             | ضحية دعابة تفجير صغير                                    |
| 2008  | ماكس باين             | كريستا بولدر      | فيلم مقتبس عن لعبة فيديو                             | زوجة شريك ماكس باين السابق والمقتول                      |
| 2010  | الأخ الكبير برازيل    | شخصيتها           | برنامج برازيلي من تلفزيون الواقع                     | أداء مباشر على الهواء                                    |
| 2010  | هدف: فيلم هوكي موسيقي | مشجعة هوكي متحمسة | فيلم كندي                                            |                                                          |
| 2012  | 90210                 | شخصيتها           | مسلسل تلفزيوني أمريكي                                | أدَّت أغنية "الموقف" (بالإنجليزية: Parking Lot)‏            |

## ترتيب الألبومات حول العالم
| عام  | العنوان                                                                           | ترتيب السباقات | ترتيب السباقات | ترتيب السباقات | ترتيب السباقات | ترتيب السباقات | ترتيب السباقات | ترتيب السباقات | ترتيب السباقات | ترتيب السباقات | ترتيب السباقات |
| عام  | العنوان                                                                           | توسيط          | توسيط          | توسيط          | توسيط          | توسيط          | توسيط          | توسيط          | توسيط          | توسيط          | توسيط          |
| ---- | --------------------------------------------------------------------------------- | -------------- | -------------- | -------------- | -------------- | -------------- | -------------- | -------------- | -------------- | -------------- | -------------- |
| 2000 | وا، نيللي! - استديو ألبوم - الإصدار: 24 أكتوبر، 2000 - الأنواع: قرص مضغوط         | 24             | 2              | 8              | 2              | 14             | 12             | 6              | 6              | 28             | 4              |
| 2003 | فولكلور - استديو ألبوم - الإصدار: 25 نوفمبر، 2003 - الأنواع: قرص مضغوط            | 38             | 18             | 4              | 11             | 4              | 7              | -              | 13             | 47             | 82             |
| 2006 | لووس - استديو ألبوم - الإصدار: 9 يونيو، 2006 - الأنواع: قرص مضغوط، ديجتال داونلود | 1              | 1              | 5              | 4              | 1              | 1              | 2              | 1              | 1              | 4              |
| 2009 | مي بلان - استديو ألبوم - الإصدار: 15 سبتمبر، 2009 - الأنواع: قرص مضغوط            | 39             | 20             | 11             | -              | 5              | -              | -              | 3              | 6              | 6              |

ترجمة الأعلام:
| - الولايات المتحدة الأمريكية - كندا - المكسيك - المملكة المتحدة - ألمانيا | - هولندا - إيرلندا - سويسرا - بولندا - أستراليا |

## المبيعات
| - وا، نيللي! التقييم الأسترالي : 2x بلانتنيوم (140,000) التقييم الكندي : 4x بلانتنيوم (400,000) التقييم الدنماركي : ذهبي (35,000) التقييم الألماني: ذهبي (100,000) التقييم المكسيكي : ذهبي (50,000) التقييم النيوزلندي : 3x بلانتنيوم (45,000) التقييم النورييجي : ذهبي (20,000) التقييم السويسري : بلانتنيوم (40,000) التقييم الأمريكي: 2x بلانتنيوم (2,000,000) التقييم البريطاني : 2x بلانتنيوم (600,000+) - فولكلور التقييم الكندي : بلانتنيوم (100,000) التقييم الدنماركي : ذهبي (35,000) التقييم النيوزلندي : ذهبي (7,500) التقييم السويسري : بلانتنيوم (40,000) التقييم الأمريكي : ذهبي (500,000) التقييم البريطاني : ذهبي (200,000) التقييم البرتغالي : بلانتنيوم (20,000) | - لووس التقييم الأسترالي : 2x بلانتنيوم (140,000) التقييم النمساوي: 2x بلانتنيوم (60,000) التقييم الكندي : 5x بلانتنيوم (500,000) التقييم الدنماركي : ذهبي (35,000) التقييم الألماني : 3x بلانتنيوم (600,000) التقييم النيوزلندي : 2x بلانتنيوم (30,000) التقييم البولندي : 3x بلانتنيوم (75,000) التقييم المكسيكي : ذهبي (50,000) التقييم البرتغالي : 2x بلانتنيوم (40,000) التقييم الروسي : 2x بلانتنيوم (150,000) التقييم السويسري : 4x بلانتنيوم (120,000) التقييم الأمريكي : 2x بلانتنيوم (2,000,000) التقييم البريطاني : 2x بلانتنيوم (750,000) - مي بلان التقييم الإيطالي : ذهبي (35,000) التقييم المكسيكي: ذهبي (50,000) التقييم الألماني : ذهبي (100,000+) التقييم البولندي : ذهبي (10,000) التقييم الإسباني : ذهبي (30,000) التقييم السويسري : ذهبي (15,000) التقييم الأمريكي : بلاتينيوم (200,000) التقييم التشيلي : 2x بلانتنيوم (30,000) التقييم الأرجنتيني : بلانتنيوم (40,000) |

| السنة | الألبوم    | ترتيب الألبوم | ترتيب الألبوم | المبيعات حول العالم | مبيعات أمريكا |
| السنة | الألبوم    | أمريكا        | كندا          | المبيعات حول العالم | مبيعات أمريكا |
| ----- | ---------- | ------------- | ------------- | ------------------- | ------------- |
| 2000  | وا، نيللي! | 24            | 2             | 7 مليون             | 2,6 مليون     |
| 2003  | فولكلور    | 38            | 18            | 2 مليون             | 0.5 مليون     |
| 2006  | لووس       | 1             | 1             | 7 مليون             | 2 مليون       |
| 2009  | مي بلان    | 39            | 20            | 470,000+            | 200,000       |

## قائمة الجوائز والترشيحات
| السنة | العنوان                                | الجائزة                                       | العمل المرشح                                                              | النتيجة  |
| ----- | -------------------------------------- | --------------------------------------------- | ------------------------------------------------------------------------- | -------- |
| 2002  | جائزة غرامي                            | أفضل أداء صوتي لمغنية بوب                     | "أم لايك أ بيرد"                                                          | فازت بها |
| 2002  | جائزة غرامي                            | أغنية السنة                                   | "أم لايك أ بيرد"                                                          | رُشحت لها |
| 2002  | جائزة غرامي                            | أفضل ألبوم بوب صوتي                           | وا، نيللي!                                                                | رُشحت لها |
| 2002  | جائزة غرامي                            | أفضل مغن جديد                                 | نيللي فرتادو                                                              | رُشحت لها |
| 2007  | جائزة غرامي                            | أفضل تعاون صوتي لأغنية بوب                    | "برومسكيوس" (بالتعاون مع تمبالاند)                                        | رُشحت لها |
| 2007  | الجوائز البريطانية لعام 2007           | أفضل مغنية عالمية منفردة                      | نيللي فرتادو                                                              | فازت بها |
| 2007  | جائزة جونو                             | جائزة جونو لاختيار المعجبين                   | نيللي فرتادو                                                              | فازت بها |
| 2007  | جائزة جونو                             | أفضل أغنية منفردة في السنة                    | "برومسكيوس" (بالتعاون مع تمبالاند)                                        | فازت بها |
| 2007  | جائزة جونو                             | ألبوم السنة                                   | لووس                                                                      | فازت بها |
| 2007  | جائزة جونو                             | فنان السنة                                    | نيللي فرتادو                                                              | فازت بها |
| 2007  | جائزة جونو                             | أفضل ألبوم بوب في السنة                       | لووس                                                                      | فازت بها |
| 2007  | جائزة MTV الأوروبية                    | أفضل مغن منفرد                                | نيللي فرتادو                                                              | رُشحت لها |
| 2007  | جائزة MTV الأوروبية                    | أكثر الأغاني إقبالاً عليها                     | "أول غود ثينغز (كوم تو أن إند)"                                           | رُشحت لها |
| 2007  | جائزة MTV الأوروبية                    | ألبوم السنة                                   | لووس                                                                      | فازت بها |
| 2008  | جائزة غرامي                            | أفضل أداء صوتي لمغنية                         | "سي إت رايت"                                                              | رُشحت لها |
| 2008  | جائزة غرامي                            | أفضل تعاون صوتي لأغنية بوب                    | "غيف إت تو مي" (أغنية لتمبالاند بالاشتراك مع نيللي فرتادو وجستن تمبرلايك) | رُشحت لها |
| 2010  | جائزة قائمة الأغاني للموسيقى اللاتينية | أكثر مغنيات الأغاني اللاتينية إثارة في السنة  | نيللي فرتادو                                                              | رُشحت لها |
| 2010  | جائزة قائمة الأغاني للموسيقى اللاتينية | أفضل مغنية بوب لاتيني يُبث على الهواء في السنة | نيللي فرتادو                                                              | رُشحت لها |
| 2010  | جائزة قائمة الأغاني للموسيقى اللاتينية | أفضل مغنية بث استوائي على الهواء في السنة     | نيللي فرتادو                                                              | رُشحت لها |
| 2010  | جائزة قائمة الأغاني للموسيقى اللاتينية | أفضل ألبوم رقمي لاتيني في السنة               | مي بلان                                                                   | رُشحت لها |

## وصلات خارجية
- نيللي فرتادو على موقع IMDb (الإنجليزية)
- نيللي فرتادو على موقع ميتاكريتيك (الإنجليزية)
- نيللي فرتادو على موقع روتن توميتوز (الإنجليزية)
- نيللي فرتادو على موقع قاعدة بيانات الأفلام العربية
- نيللي فرتادو على موقع ألو سيني (الفرنسية)
- نيللي فرتادو على موقع ميوزك برينز (الإنجليزية)
- نيللي فرتادو على موقع رولينغ ستون (الإنجليزية)
- نيللي فرتادو على موقع أول موفي (الإنجليزية)
- نيللي فرتادو على موقع إن إن دي بي (الإنجليزية)
- نيللي فرتادو على موقع أول ميوزيك (الإنجليزية)
- الموقع الرسمي